# Jakob Wedel
Jakob Wedel (* 24. Juli 1931 in Nikolaipol/Bergtal, Kirgisische SSR, Sowjetunion; † 30. Juli 2014 in Detmold) war ein russlanddeutscher Künstler und Bildhauer. Er lebte und arbeitete vor allem auch in Schieder-Schwalenberg (Ostwestfalen-Lippe).

## Leben
Jakob Wedel wurde als drittes Kind in einer russlandmennonitischen Bauernfamilie in Kirgisien geboren. In den 1930er Jahren wurden sieben Personen aus seiner nahen Verwandtschaft, in der es Bildschnitzer, Tischler und Musiker gab, von den stalinistischen Machthabern inhaftiert und erschossen – u. a. auch sein Vater. 1942 wurde Wedels Mutter in die Trudarmee einberufen, so dass fünf Kinder, darunter auch Jakob, allein blieben. Die Mutter überlebte und kam nach fünf Jahren zurück zur Familie. Während Jakob Wedel in diesen Jahren als Landwirt und Zimmermann hart arbeiten musste, gab er seine Leidenschaft für das Schnitzen nicht auf. Mit 32 Jahren erhielt er die Gelegenheit, in Frunse die Bildhauerei zu studieren. Aufgrund seiner meisterhaften Leistungen erlangte Wedel in Russland, Kirgisistan und auch international große Anerkennung. Ab 1988 lebte und arbeitete Jakob Wedel in Deutschland und gilt als wohl bekanntester russlanddeutscher Bildhauer.

## Werk
Als Bildhauer, Bildschnitzer und überhaupt als Künstler hat Jakob Wedel Plastiken, Skulpturen und andere Kunstwerke geschaffen, die sowohl in seiner früheren Heimat als auch in Deutschland vielfach ausgestellt, besprochen und ausgezeichnet wurden. Zu der folgenden Auswahl einiger Werke werden auf der Homepage des Museums für russlanddeutsche Kulturgeschichte auch Abbildungen und nähere Beschreibungen angeboten:
- Das Ringen um Freiheit (Holz, 1988)
- Otto Hertel (Bronze, 1990)
- Die letzte Kraft (Gips, 1991)
- O, Gott, erbarme dich! (Gips, 1999)
- Die Brettsäger (Holz, 1998)
- Der barmherzige Samariter (Gips, 1997)
- Troika – die rote Bande (Gips, 1992)
- Der letzte Tropfen (Holz, 1996)
- Witzbold (Holz, 1979)
- Die 70jährige Bruderschaft (Holz, 1992)
- Der Leidensweg oder der Abschied der deutschen Frauen von ihren Kindern im Herbst 1942 (Gips, 1991)

## Russlanddeutsches Museum
Gemeinsam mit dem russlanddeutschen Schulgründer Otto Hertel trug Jakob Wedel mit der Ausstellung seiner Kunstwerke in Detmold und darüber hinaus zur Gründung des Museums für russlanddeutsche Kulturgeschichte bei. Mit seinen Werken hat Wedel stets die Arbeit des Museums, das gleichzeitig auch seine größte Öffentlichkeitsplattform war, unterstützt.